# 데이비드 워너
데이비드 워너(David Warner, 1941년 7월 29일 ~ 2022년 7월 24일)는 잉글랜드의 배우이다.

## 출연 작품

### 영화
- 잃어버린 세계 (1992, The Lost World)
- 타이타닉 (1997)
- 메리 포핀스 리턴즈 (2018) - 붐 제독 역

### 텔레비전
- 월랜더 (2008-15)